# Centroide
Em geometria, o centroide (pré-AO 1990: centróide) é o ponto associado a uma forma geométrica também conhecida como centro geométrico. Caso a forma geométrica represente uma seção homogênea de um corpo, então o centroide coincide com o centro de massa. Nos casos em que não só o corpo é homogêneo mas também está submetido a um campo gravitacional constante, então esse ponto coincide com o centro de gravidade.
O centroide de um corpo pode ser calculado através das seguintes equações:
{\displaystyle x_{c}={\frac {\int {x}dV}{\int dV}}},  {\displaystyle y_{c}={\frac {\int {y}dV}{\int dV}}},  {\displaystyle z_{c}={\frac {\int {z}dV}{\int dV}}}